# Lying From You
«Lying from You» — промосингл американського рок-гурту Linkin Park з альбому Meteora, випущений 16 березня 2004 року.

## Список треків
Promo CD-R
| #  | Назва            | Тривалість |
| -- | ---------------- | ---------- |
| 1. | «Lying from You» | 2:55       |

## Музичне відео
В якості музичного кліпу були використані живі записи пісні з концертного альбому Linkin Park Live in Texas. Концертна версія пісні була використана в інтернет-версіях кліпу.

## Чарти
| Чарт (2004)                          | Найвища позиція |
| ------------------------------------ | --------------- |
| Canada Rock Top 30 (Radio & Records) | 18              |
| США (Billboard Hot 100)              | 58              |
| США (Alternative Songs) (Billboard)  | 1               |
| США (Mainstream Rock) (Billboard)    | 2               |

Illegal chart entered UKrock|18
| Чарт (2017) | Найвища позиція |
| ----------- | --------------- |